# Кет Стивенс
Јусуф Ислам (енгл. Yusuf Islam; 21. јул 1948), рођен као Стивен Деметре Георгију (енгл. Steven Demetre Georgiou), а најпознатији по својим уметничким именима Кет Стивенс (енгл. Cat Stevens), Јусуф и Јусуф / Кет Стивенс, британски је музичар и кантаутор. Његов музички стил се углавном ослања на народну, поп, рок и исламску музику (у каснијем периоду каријере). Постао је члан Дворане славних рокенрола 2014. године. У децембру 1977. је прешао у Ислам и променио име.

## Дискографија
као Кет Стивенс
- 1967: Matthew and Son
- 1967: New Masters
- 1970: Mona Bone Jakon
- 1970: Tea for the Tillerman
- 1971: Teaser and the Firecat
- 1972: Catch Bull at Four
- 1973: Foreigner
- 1974: Buddha and the Chocolate Box
- 1975: Numbers
- 1977: Izitso
- 1978: Back to Earth

као Јусуф
- 2006: An Other Cup
- 2009: Roadsinger
- 2014: Tell 'Em I'm Gone

као Јусуф / Кет Стивенс
- 2017: The Laughing Apple
- 2020: Tea for the Tillerman 2